# Ljubav koja nema kraj vol. 2
Ljubav koja nema kraj vol. 2 je kompilacija hitova sastava Novi fosili.

## Popis pjesama
1. "Djeca ljubavi" - 3:44
2. "Nebeske kočije" - 3:22
3. "7 dugih godina" - 4:01
4. "Ja sam za ples" - 2:30
5. "Milena" - 3:42
6. "Neveni žuti" - 4:20
7. "Zovem te" - 4:07
8. "Za dobra stara vremena" - 3:52
9. "Kad budemo ja i ti 63" - 3:08
10. "Moj prijatelj Anu ljubi" - 3:20
11. "Šu, šu" - 3:37
12. "Ispod mjeseca boje trešanja" - 3:48
13. "Tako je malo riječi palo" - 3:24
14. "Najdraže moje" - 3:38
15. "Ljubav koja nema kraj" - 4:12
16. "Još te volim" - 3:15